# Añangá
El Añangá (en portugués Anhangá, o más propiamente Anhanga, acentuado como palabra grave; en tupí "espíritu") es el protector de la caza, castigando al que mate más de lo necesario, o que persigan una hembra en época de amamantamiento. Aparece usualmente como un ciervo blanco con ojos de fuego.
Añangá también es considerado un espíritu maligno omnipresente de las tribus tupís - guaranís brasileñas. Es un espíritu casi diabólico, que vaga por la tierra después de la muerte y puede asumir formas animales y humanas.
Los jesuitas utilizaron la palabra para referirse al diablo cristiano.